# Tommy, Can You Hear Me?
Pistes de Tommy
Go to the Mirror! Smash the Mirror
Tommy, Can You Hear Me? est une chanson du groupe britannique The Who, écrite par Pete Townshend et parue sur l'opéra-rock Tommy en 1969.
Tommy, Can You Hear Me? fut la chanson-thème de l'UNICEF en 1972.
Une version plus longue de la chanson est présente sur la bande originale du film The Kids Are Alright.

## Caractéristiques et description
L'action de Tommy, Can You Hear Me? fait suite à celle de Go to the Mirror!. Dans ce titre, Tommy est toujours captivé par le miroir, pendant que ses parents essaient de le joindre. C'est sa mère qui, désespérée, lui demande sans cesse s'il peut l'entendre. 
La chanson est courte. Il n'y a pas de batterie, seulement plusieurs guitares acoustiques et une basse. On peut entendre des harmonies vocales assez évoluées.
Dans la version film de Tommy, sur le chemin du retour, la mère de Tommy, lui demande s'il l'entend, mais aucune réponse ne parvient.

## Sources et liens externes
- Notes sur Tommy
- Paroles de Tommy, Can You Hear Me?
- Tablatures pour guitare de Tommy, Can You Hear Me?